# Cessna Citation Columbus
Cessna 850 Citation Columbus — турбовентиляторний двомоторний літак бізнес-класу, розроблювальний компанією Cessna Aircraft Company. Планувалося, що дана модель буде останньою, що випускається під брендом Citation.

## Розробка
Через фінансову кризу 2008 року на ринку впав попит на літаки цього класу, а також виникли фінансові проблеми у материнської компанії Textron, і проєкт був закритий. За словами генерального директора «Cessna Aircraft Company» Джека Пелтона, відродження проєкту можливе в майбутньому.

## Тактико-технічні характеристики
Дані виробника.

### Технічні характеристики
- Екіпаж: 2 людини
- Пасажиромісткість: 8 і більше осіб
- Вантажопідйомність: 884,5 кг
- Довжина: 23,4 м
- Розмах крила: 24,3 м
- Висота: 7,49 м
- Площа крила: 65,9 м2
- Маса порожнього: 9 843 кг
- Корисне навантаження: 6 486 кг
- Максимальна злітна маса: 16 375 кг
- Маса палива: 6 056 кг
- Двигуни: 2 × ТРДД Pratt & Whitney Canada PW810C
- Тяга: 2 × 39,28 кН

### Льотні характеристики
- Максимальна швидкість: 904 км/год
- Практична дальність: 7 408 км
- Практична стеля: 13 716 м
- Швидкопідйомність: до 12 497 м за 27 хв